# Jerzy Terlecki
Jerzy Kazimierz Terlecki (ur. 4 września 1961 we Wrocławiu) – polski samorządowiec, polityk, inżynier budownictwa, burmistrz Polanicy-Zdroju w latach 1994–1998 i 2002–2018.

## Życiorys

### Wykształcenie i działalność w okresie PRL
Uczył się w rodzinnym mieście, uczęszczał do Szkoły Podstawowej nr 106 oraz do V Liceum Ogólnokształcącego. W 1980 podjął studia na Wydziale Budownictwa Lądowego i Wodnego Politechniki Wrocławskiej. Ukończył je w 1985, uzyskując tytuł zawodowy magistra inżyniera.
W okresie studiów zaangażował się w działalność opozycyjną w ramach Niezależnego Zrzeszenia Studentów (NZS). Brał m.in. udział w Akademickim Ruchu Oporu, który w pierwszych tygodniach stanu wojennego we Wrocławiu był najbardziej widoczną formą studenckiego protestu. W 1984 wraz z Ryszardem Czarneckim, Sławomirem Najnigierem i Piotrem Krukowskim był współautorem dokumentu programowego NZS po czterech latach.

### Działalność w III RP
W latach 1993–1994 był zastępcą burmistrza, w latach 1994–1998 burmistrzem Polanicy-Zdroju. W wyniku wyborów w 1998 został radnym Sejmiku Województwa Dolnośląskiego I kadencji, startując z listy AWS, mandat sprawował do 2002. Kierował również spółkami prawa handlowego.
W 2001 zaangażował się w tworzenie struktur Platformy Obywatelskiej. W 2002 kandydował w wyborach bezpośrednich na burmistrza Polanicy-Zdroju z ramienia lokalnego komitetu wyborczego Razem dla Polanicy, wygrywając w drugiej turze z Jackiem Tyńcem stosunkiem głosów 67% do 33%. W 2006, 2010 i 2014 z powodzeniem ubiegał się o reelekcję, każdorazowo zwyciężając w drugiej turze. Nie wystartował w wyborach w 2018.

## Odznaczenia i wyróżnienia
Jerzy Terlecki został odznaczony Brązowym (1999), Srebrnym (2005) i Złotym (2015) Krzyżem Zasługi, a także odznakami samorządowymi: Złotą Odznaką Honorową „Zasłużony dla Województwa Dolnośląskiego” (2013) i odznaką honorową „Zasłużony dla Powiatu Kłodzkiego” (2017). Wyróżniony „Statuetką Asklepiosa” przyznawaną przez Kongres Uzdrowisk Polskich, organizowany przez Stowarzyszenie Gmin Uzdrowiskowych, za zasługi na rzecz rozwoju gmin uzdrowiskowych (2018) oraz tytułem „Zasłużony dla Polanicy-Zdroju” (2019).